# Swing, Monkey, Swing!
Swing Monkey, Swing! war ein Zeichentrickfilm der Columbia Pictures, der 1937 veröffentlicht wurde.

## Hintergrund
Produzent des circa siebenminütigen Farbfilms Swing Monkey, Swing! im Technicolor-Verfahren war Charles Mintz; das Skript stammte von Ben Harrison, die Animation von Manny Gould und die Filmmusik von Joe de Nat (wahrscheinlich ein Pseudonym). In der animierten  und musikalischen Darstellung (die singende und tanzende Affen zeigt) werden Jazzgrößen der Zeit wie Cab Calloway, Ted Lewis und Bessie Smith karikiert. Für die Filmmusik mit dem Gesang der Basin Street Boys wurde u. a. der St. Louis Blues von W. C. Handy verwendet; ferner nimmt die Musik Bezug zu Louis Armstrongs Version des Klassikers „St. James Infirmary“.